# Diwla
Diwla (bułg. Дивля) – wieś w Bułgarii, w obwodzie Pernik, w gminie Zemen. Według danych szacunkowych Ujednoliconego Systemu Ewidencji Ludności oraz Usług Administracyjnych dla Ludności, 15 czerwca 2020 roku miejscowość liczyła 134 mieszkańców.

## Osoby związane z miejscowością

### Urodzeni
- Metodi Beżanski (1933–2018) – bułgarski pisarz